# Le Droit humain (Belgique)
Pour les articles homonymes, voir Droit humain.
 (janvier 2025).
Si vous disposez d'ouvrages ou d'articles de référence ou si vous connaissez des sites web de qualité traitant du thème abordé ici, merci de compléter l'article en donnant les références utiles à sa vérifiabilité et en les liant à la section « Notes et références ».
La fédération belge du Droit humain (officiellement : Fédération belge de l'Ordre international maçonnique mixte « Le Droit humain ») est la deuxième fédération en nombre d'adhérents de l'Ordre maçonnique mixte international « le Droit humain » et aussi la deuxième en nombre des obédiences maçonniques belges.

## Histoire
La première loge belge du Droit humain est créée à Bruxelles, le 24 mai 1912, en présence du fondateur de l'ordre, Georges Martin, et avec le soutien des frères d'une loge du Grand Orient de Belgique.[réf. nécessaire]
D'autres loges se créent rapidement et, dès 1928, les six loges existantes et un chapitre de hauts grades forment le noyau de la fédération belge du Droit humain.[réf. nécessaire]
En 1979, la fédération belge comptait 2 345 membres. Elle est avec le Grand Orient de Belgique, la Grande Loge de Belgique et la Grande Loge féminine de Belgique une des quatre principales obédiences maçonniques présentes en Belgique. [réf. nécessaire]